# Lijst van vliegvelden in Azerbeidzjan
Dit is een lijst van vliegvelden in Azerbeidzjan die gegroepeerd is naar type en alfabetisch gesorteerd is naar locatie. Veruit de drukste luchthaven is Heydar Aliyev International Airport.
| LOCATIE                     | ICAO              | IATA              | NAAM LUCHTHAVEN                                                                            | COÖRDINATEN                    |
| Burgerluchthavens           | Burgerluchthavens | Burgerluchthavens | Burgerluchthavens                                                                          | Burgerluchthavens              |
| --------------------------- | ----------------- | ----------------- | ------------------------------------------------------------------------------------------ | ------------------------------ |
| Ağstafa                     | UBBA              | UB17              | Vliegveld Ağstafa                                                                          | 41° 07' 24" NB, 45° 25' 17" OL |
| Bakoe                       | UBBB              | GYD               | Heydar Aliyev International Airport                                                        | 40° 28' 23" NB, 50° 02' 48" OL |
| Balakən                     | UB0G              |                   | Vliegveld Balakən                                                                          | 41° 45' 12" NB, 46° 21' 19" OL |
| Füzuli                      | UBBF              | FZL               | Füzuli International Airport                                                               | 39° 35' 39" NB, 47° 12' 47" OL |
| Gəncə                       | UBBG              | GNJ               | Gəncə International Airport                                                                | 40° 44' 15" NB, 46° 19' 03" OL |
| Lənkəran                    | UBBL              | LLK               | Lənkəran International Airport                                                             | 38° 44' 47" NB, 48° 49' 04" OL |
| Naxçıvan                    | UBBN              | NAJ               | Naxçıvan International Airport                                                             | 39° 11' 19" NB, 45° 27' 30" OL |
| Qəbələ                      | UBBQ              | GBB               | Qəbələ International Airport                                                               | 40° 49' 36" NB, 47° 42' 45" OL |
| Yevlax                      | UBEE              | YLV               | Vliegveld Yevlax                                                                           | 40° 37' 57" NB, 47° 08' 28" OL |
| Xocalı                      | UBBS              |                   | Vliegveld Xocalı (Gesloten, ligt in de de facto onafhankelijke Republiek Nagorno-Karabach) | 39° 54' 05" NB, 46° 47' 13" OL |
| Zaqatala                    | UBBY              | ZTU               | Zaqatala International Airport                                                             | 41° 33' 44" NB, 46° 40' 02" OL |
| Zəngilan                    | UBBZ              | ZZE               | Zəngilan International Airport                                                             | 39° 05' 39" NB, 46° 44' 02" OL |
| Militaire vliegbases        |                   |                   |                                                                                            |                                |
| Bakı / Qala                 |                   |                   | Vliegbasis Qala                                                                            | 52° 44' 02" NB, 50° 12' 00" OL |
| Dəllər / Zəyəm              |                   |                   | Vliegbasis Dəllər                                                                          | 40° 53' 15" NB, 45° 57' 25" OL |
| Kürdəmir                    |                   |                   | Vliegbasis Kürdəmir                                                                        | 40° 16' 24" NB, 48° 09' 48" OL |
| Hacı Zeynalabdin / Sumqayıt |                   |                   | Vliegbasis Nasosnı                                                                         | 40° 35' 29" NB, 49° 33' 26" OL |